# Nicolas Le Challeux
 (décembre 2022).
La mise en forme du texte ne suit pas les recommandations de Wikipédia : il faut le « wikifier ».
Les points d'amélioration suivants sont les cas les plus fréquents :
- Les titres sont pré-formatés par le logiciel. Ils ne sont ni en capitales, ni en gras.
- Le texte ne doit pas être écrit en capitales (les noms de famille non plus), ni en gras, ni en italique, ni en « petit »…
- Le gras n'est utilisé que pour surligner le titre de l'article dans l'introduction, une seule fois.
- L'italique est rarement utilisé : mots en langue étrangère, titres d'œuvres, noms de bateaux, etc.
- Les citations ne sont pas en italique mais en corps de texte normal. Elles sont entourées par des guillemets français : « et ».
- Les listes à puces sont à éviter, des paragraphes rédigés étant largement préférés. Les tableaux sont à réserver à la présentation de données structurées (résultats, etc.).
- Les appels de note de bas de page (petits chiffres en exposant, introduits par l'outil «  Source ») sont à placer entre la fin de phrase et le point final[comme ça].
- Les liens internes (vers d'autres articles de Wikipédia) sont à choisir avec parcimonie. Créez des liens vers des articles approfondissant le sujet. Les termes génériques sans rapport avec le sujet sont à éviter, ainsi que les répétitions de liens vers un même terme.
- Les liens externes sont à placer uniquement dans une section « Liens externes », à la fin de l'article. Ces liens sont à choisir avec parcimonie suivant les règles définies. Si un lien sert de source à l'article, son insertion dans le texte est à faire par les notes de bas de page.
- La présentation des références doit suivre les conventions bibliographiques. Il est recommandé d'utiliser les modèles {{Ouvrage}}, {{Chapitre}}, {{Article}}, {{Lien web}} et/ou {{Bibliographie}}. Le mode d'édition visuel peut mettre en forme automatiquement les références.
- Insérer une infobox (cadre d'informations à droite) n'est pas obligatoire pour parachever la mise en page.

Pour une aide détaillée, merci de consulter Aide:Wikification.
Si vous pensez que ces points ont été résolus, vous pouvez retirer ce bandeau et améliorer la mise en forme d'un autre article.
Nicolas Le Challeux figure parmi les survivants du massacre du fort de la Caroline en septembre 1565. Embarqué en tant que charpentier dans la seconde expédition de Jean Ribault vers la Floride, il assiste aux derniers instants du fort de la Caroline qui sombre sous les coups des Espagnols menés par l’Adelantado Pedro Menéndez de Avilés. Il offre un témoignage soulignant la dimension pathétique et tragique de l’événement. 

## Une source de première main sur la Floride française

### Nicolas Le Challeux et les sources françaises sur la Floride française
Nicolas Le Challeux est l’une des principales sources pour aborder la question de la Floride française. Son témoignage est d’autant plus précieux qu’il nous livre des informations inédites, comme l’arrivée de la seconde expédition de Jean Ribault en Floride le 14 août 1565 . 
En croisant son témoignage avec les autres sources françaises, à savoir les relations de Jean Ribault, de René de Laudonnière et de Jacques Le Moyne de Morgues, ainsi que l’auteur anonyme de la Coppie d’une lettre venant de Floride, envoyee à Rouen et depuis au seigneur d’Encron, ensemble le plan et portraict du fort que les François y ont faict (1564), il est possible de retranscrire l’expérience floridienne telle qu’elle a été perçue par les Français.
En ce qui concerne le récit des deux massacres de Matanzas Inlet, le récit de Nicolas Le Challeux doit être comparé avec celui de Jacques Le Moyne de Morgues et la retranscription du prisonnier huguenot Mennin par l’ambassadeur de France en Espagne, Fourquevaux.

### Un discours sur l’histoire de la Floride française
Le témoignage de Nicolas Le Challeux a été imprimé à Dieppe le 22 mai 1566, soit près d’un an après la fuite du massacre du fort de la Caroline, sous l’intitulé de : Discours de l’histoire de la Floride contenant la cruauté des Espagnols contre les subjets du Roy en l’an mil cinq cens soixante cinq.
Le discours de Le Challeux se compose de quatre parties :
- Un poème liminaire qui expose d’emblée l’ambiance dramatique et pathétique du récit, et qui brise l’aura enchanteresse d’une aventure en Floride :

« Huitain, par ledit autheur arrivé à sa maison, en la ville de Dieppe, ayant faim.

Qui veut aller à la Floride,

Qu’il y aille j’y aiy esté :

Et revenu sec et aride,

Et abbatu de povreté :

Pour tous biens j’en ay rapporté

Un beau baston blanc en ma main,

Mais je suis sain, non degousté :

Cà à manger je meurs de faim. » 
- Un premier livre intitulé : « La Floride, ou histoire memorable, de ce qui est advenu au dernier voyage du capitaine Jean Ribaud : entrepris par le commandement du Roy, à l’Isle des Indes, que vulgairement on appelle la Floride ». Ce livre est capital dans la mesure où il apporte des renseignements inédits sur la dernière expédition de Jean Ribault en Floride. Il inclut également le récit du massacre lié à la prise du fort de la Caroline par les Espagnols et l’auteur retrace également son parcours dans l’enfer de la nature floridienne pour survivre. Ce livre s’achève sur le récit de la fuite organisée des rescapés du fort de la Caroline.

- Un second livre intitulé : « la suite des événements et ce qu’il advint de Jean Ribault et du reste de l’expédition ». Il s’agit d’un récit de Nicolas Le Challeux à partir du témoignage d’un certain Thomas Le Vasseur de Dieppe, dépêché par Ribault auprès de la garnison du fort de la Caroline pour leur apprendre l’échec de l’expédition brisée par la tempête[3].

- Une requête double au roi de France pour lui faire part de la gravité de l’événement et pour l’inciter à mettre en place une vengeance. Nicolas Le Challeux implore la pitié du roi pour les victimes du massacre, ainsi que pour leurs veuves et les orphelins.

## Un témoignage sur le massacre de 1565

### Un massacre perçu comme cruel et inhumain
Le témoignage de Nicolas Le Challeux s’insère dans le débat historiographique sur les événements qui ont composé le massacre des différents groupes de Français présents en Floride entre septembre et novembre 1565. Le problème est que ni Nicolas Le Challeux, ni Jacques Le Moyne de Morgues, ni René de Laudonnière ne furent présents suffisamment longtemps pour apporter des témoignages oculaires irréfutables. En effet, les trois hommes parvinrent à s’échapper chacun à leur tour et à se retrouver ensemble avant d’embarquer dans les navires restants et en possession de Jacques Ribault, le fils de Jean .
Le massacre décrit par Nicolas Le Challeux est un massacre inhumain, dont la violence est assez longuement détaillée. La furie des Espagnols serait d’après lui dirigée contre la nation française et en particulier contre ceux qui avaient adhéré aux idées de la Réforme :
« et font une horrible execution de la rage et furie qu’ils avoyent conceüe contre notre nation, c’estoit lors qui mieux, mieux escorgeroit hommes, sains et malades, femmes et petis enfans, de sorte qu’il n’est possible de songer un massacre qui puisse estre esgalé à cestui-ci, en cruauté et barbarie. » 
« et ce n’estoit point seulement pour une cause ou debat humain qu’ils avoyent executé d’une telle fureur leur entreprise : mais principalement pour l’advertissement que on leur auroit donné, que nous serions de ceux qui se seroyent reformez à la predication de l’Evangile » 
La cruauté des Espagnols est davantage mise en avant dans les deux requêtes au roi qui figurent à la fin du récit de Nicolas Le Challeux. Ces derniers apparaissent comme des barbares dont la fureur serait héritée de l’ire et de la cruauté des Carthaginois.
« Au contraire monstroyent les corps de petis enfans transpercez, plantez au bout de leurs picques » 
« Finalement ledit capitaine Espagnol envoya une lettre au Roy d’Espagne, et fit enclorre dedans ladite lettre, le poil de la barbe dudit Capitaine Jean Ribaud » 

### L’épreuve d’un survivant plongé dans un drame eschatologique
Nicolas Le Challeux fut surpris par les Espagnols pendant qu’il était à sa besogne et s’enfuit dans les bois environnants, traversant plusieurs marécages avant de retrouver le petit groupe de rescapés comprenant Laudonnière et Le Moyne de Morgues. 
La fuite de ce charpentier est racontée comme une véritable épreuve de foi, dans un récit imbibé de références vétérotestamentaires. Ainsi, la Floride, qui était considérée initialement comme une Terre Promise, devient une terre hostile et infestée de crocodiles et de serpents, qui rappellent à Nicolas Le Challeux la fuite du peuple de Moïse hors du royaume de Pharaon. Les rescapés sont confrontés à un dilemme de taille : doivent-ils préférer l’épreuve de la barbarie espagnole ou celle de la bestialité menaçante de l’environnement floridien ? D’après Nicolas Le Challeux, seule la foi aurait sauvé les huguenots du massacre, car elle « fait vivre les siens au milieu de la mort, et donne ordinairement son assistance, lors que l’esperance des hommes defaut. » 
Nicolas Le Challeux analyse finalement l’échec de l’expérience en Floride comme une punition donnée à des huguenots qui se seraient laissé emporter dans leurs désirs : « L’expérience monstre que c’est chose dangereuse, quand non contens de nostre vacation, nous sommes emportez de nos desirs, nous faisons ce que le Seigneur nous deffend, voire aussi ce qui n’est aucunement nécessaire. » 